# توماس إيرل (صحفي)
توماس إيرل (بالإنجليزية: Thomas Earle)‏ هو صحفي أمريكي، ولد في 21 أبريل 1796، وتوفي في 14 يوليو 1849.